# 初恋 (中島美嘉の曲)
「初恋」（はつこい）は、2012年12月5日に発売された中島美嘉の36枚目のシングル。

## 概要
表題曲「初恋」は映画『今日、恋をはじめます』のテーマソングとなった。中島は本曲により、第63回NHK紅白歌合戦に出場。2009年から3年ぶり、9回目の紅白歌合戦への出場となった。
また、カップリングの「記憶」はCASIO「SHEEN」のCM曲として使用された。

## 収録曲
CD
1. 初恋
  - 作詞・作曲：三橋隆幸／編曲：Ryosuke"Dr.R"Sakai
  - 映画『今日、恋をはじめます』テーマソング
2. 記憶
  - 作詞：中島美嘉・大久保友裕／作曲・編曲：大久保友裕
  - CASIO「SHEEN」CM曲
3. 明日世界が終わるなら -World's End Ver.-
  - 作詞・作曲：杉山勝彦／編曲：河野伸
  - 前作シングル表題曲のアレンジバージョン
4. 初恋（Instrumental）

DVD（初回限定生産盤のみ）
1. 初恋 (Music Video)

## 収録アルバム
- REAL (#1,2)
- DEARS (#1)